# تپه گول ایچی
تپه گول ایچی مربوط به دوران‌های تاریخی پس از اسلام است و در استان قزوین، شهرستان آوج، بخش مرکزی شهرستان آوج، روستای لک واقع شده و این اثر در تاریخ ۱۹ اسفند ۱۳۸۰ با شمارهٔ ثبت ۴۹۲۷ به‌عنوان یکی از آثار ملی ایران به ثبت رسیده است.